# Nantey
Nantey est une ancienne commune française située dans le département du Jura en région Bourgogne-Franche-Comté.
Le 1er janvier 2016, elle fusionne avec ses trois voisines Florentia, Senaud et Val-d'Épy pour créer la nouvelle commune Val d'Épy qui prend le statut de commune déléguée, les quatre communes fusionnées prenant le statut de commune déléguée,.

## Géographie
Nantey fait partie du Revermont.

### Communes limitrophes
Nantey est située dans une dépression du plateau du Revermont, assez étroite et de 70 mètres de dénivelé environ. Il provient probablement du gaulois nanto signifiant vallée,.

## Toponymie

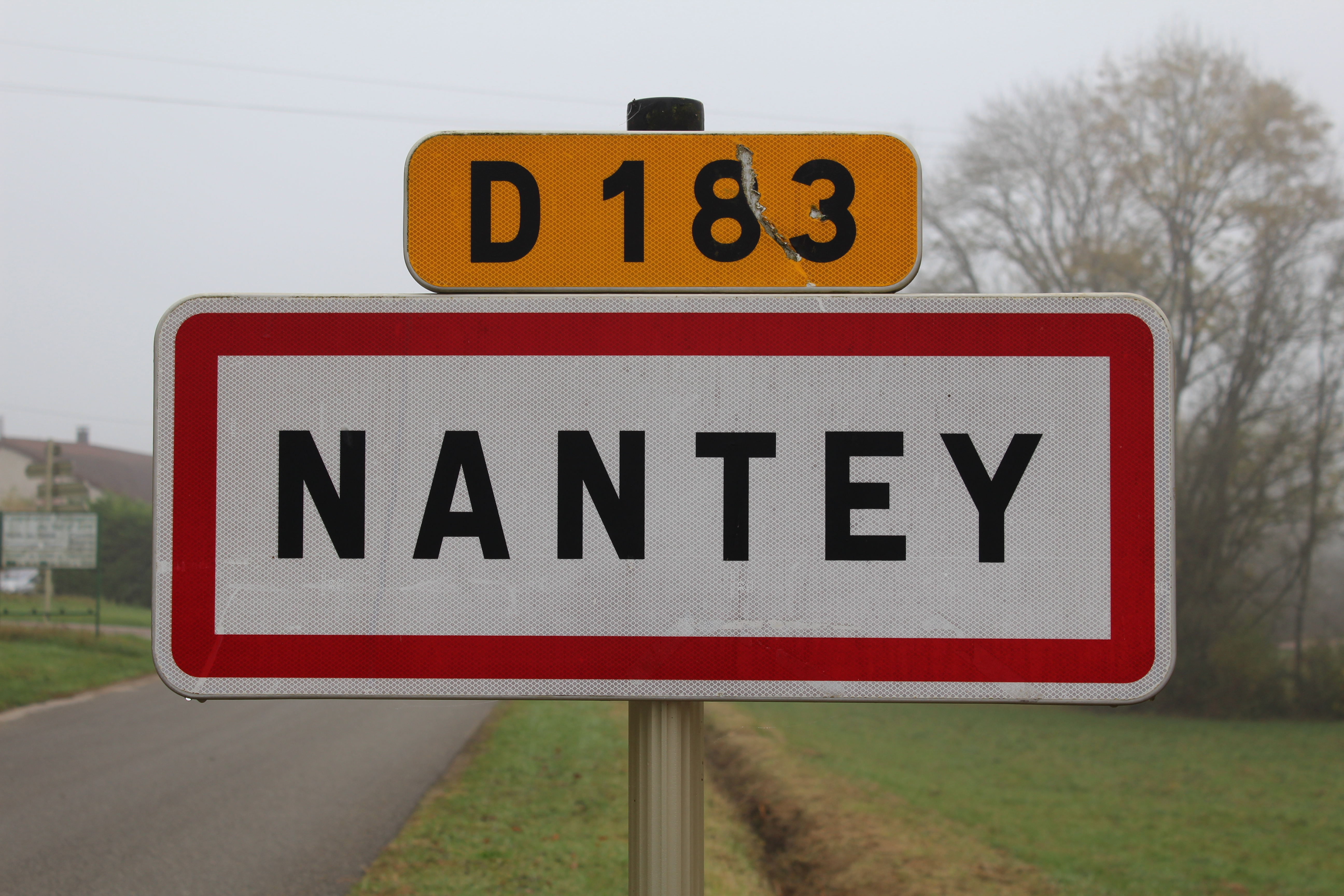
Panneau d’entrée dans le village.

Ce nom paraît souvent associé à des localités situées dans des vallées encaissées, ou au pied d'une falaise ou d'un relief de côte, comme Nancy ou Nant (Aveyron). Le nom de la commune voisine de Nanc-lès-Saint-Amour provient également de nanto, comme celui de Nance, Nancuise, les Nans, toutes dans le Jura.

## Histoire
Ancienne paroisse de Franche-Comté, Nantey devient une commune du département du Jura en 1790 et absorbe peu après la commune éphémère d’Écuria.

## Politique et administration
| Période    | Période          | Identité        | Étiquette | Qualité |
| ---------- | ---------------- | --------------- | --------- | ------- |
| avant 1967 |                  | Théodore Ponard |           |         |
| avant 1995 | mars 2008        | Yves Botua      | DVD       |         |
| mars 2008  | 31 décembre 2015 | Christian Noël  |           |         |

| Période      | Période  | Identité | Étiquette | Qualité |
| ------------ | -------- | -------- | --------- | ------- |
| janvier 2016 | En cours |          |           |         |

## Démographie
L'évolution du nombre d'habitants est connue à travers les recensements de la population effectués dans la commune depuis 1793. À partir du 1er janvier 2009, les populations légales des communes sont publiées annuellement dans le cadre d'un recensement qui repose désormais sur une collecte d'information annuelle, concernant successivement tous les territoires communaux au cours d'une période de cinq ans. 
Pour les communes de moins de 10 000 habitants, une enquête de recensement portant sur toute la population est réalisée tous les cinq ans, les populations légales des années intermédiaires étant quant à elles estimées par interpolation ou extrapolation. Pour la commune, le premier recensement exhaustif entrant dans le cadre du nouveau dispositif a été réalisé en 2005,.
En 2015, la commune comptait 52 habitants, en évolution de −30,67 % par rapport à 2010 (Jura : −0,23 %, France hors Mayotte : +2,49 %).
| 1793 | 1800 | 1806 | 1821 | 1831 | 1836 | 1841 | 1846 | 1851 |
| ---- | ---- | ---- | ---- | ---- | ---- | ---- | ---- | ---- |
| 253  | 335  | 343  | 325  | 316  | 280  | 304  | 297  | 292  |

| 1856 | 1861 | 1866 | 1872 | 1876 | 1881 | 1886 | 1891 | 1896 |
| ---- | ---- | ---- | ---- | ---- | ---- | ---- | ---- | ---- |
| 265  | 251  | 232  | 231  | 205  | 203  | 212  | 206  | 191  |

| 1901 | 1906 | 1911 | 1921 | 1926 | 1931 | 1936 | 1946 | 1954 |
| ---- | ---- | ---- | ---- | ---- | ---- | ---- | ---- | ---- |
| 162  | 155  | 155  | 134  | 136  | 134  | 112  | 111  | 95   |

| 1962 | 1968 | 1975 | 1982 | 1990 | 1999 | 2005 | 2010 | 2013 |
| ---- | ---- | ---- | ---- | ---- | ---- | ---- | ---- | ---- |
| 111  | 70   | 57   | 59   | 53   | 61   | 75   | 75   | 64   |

| 2015 | - | - | - | - | - | - | - | - |
| ---- | - | - | - | - | - | - | - | - |
| 52   | - | - | - | - | - | - | - | - |

## Culture locale et patrimoine

### Lieux et monuments
Mégalithe préhistorique : le menhir disparu dit Pierre-Fiche de Nantey ou Pierre du Signal.